# Hiroyuki Horibata
Hiroyuki Horibata (jap. 堀端 宏行, Horibata Hiroyuki; * 28. Oktober 1986) ist ein japanischer Marathonläufer.
Bei seinem Debüt wurde er 2008 Neunter beim Tokio-Marathon. Nach zwei enttäuschenden Jahren mit einem 22. Platz in Tokio 2009 und einem 20. Platz beim Hokkaidō-Marathon 2010 qualifizierte er sich 2011 mit einem dritten Platz beim Biwa-See-Marathon für die Leichtathletik-Weltmeisterschaften in Daegu. Dort wurde er Siebter und war damit der schnellste Läufer im japanischen Team, das in der Weltcup-Wertung die Silbermedaille gewann.
Hiroyuki Horibata ist 1,89 m groß und wiegt 68 kg. Er stammt aus Yatsushiro und startet für das Firmenteam von Asahi Kasei. Der in Nobeoka lebende Athlet wird von Takeshi Sō trainiert.

## Persönliche Bestzeiten
- 10.000 m: 28:30,32 min, 3. Mai 2011, Nobeoka
- Marathon: 2:08:24 h, 2. Dezember 2012, Fukuoka